# Derreenataggart
Der Steinkreis von Derreenataggart (auch Derrintaggart, irisch Doirín an tSagairt) liegt etwa 1,2 km nordwestlich von Castletownbere im County Cork in Irland. Der Kreis besteht aus acht Steinen. Einer der Portalsteine ist abgebrochen und drei Steine sind wieder aufgerichtet worden. Der „liegende Stein“ ist 1,2 m hoch und 2,1 m lang.
Der Steinkreis vom Typ Recumbent Stone Circle (RSC – Kreise mit liegendem Stein) ist ein megalithischer Steinkreis, einer Art, die nur in Schottland und im Südwesten Irlands vorkommt, wo er als Steinkreis der Cork-Kerry-Serie bezeichnet wird. Die Kreise datieren in das ausgehende Neolithikum bzw. die beginnende Bronzezeit. Im Unterschied zu den Kreisen Schottlands haben sie zusätzlich ein Portal aus zwei großen Steinen, das sich im Südwesten gegenüber dem liegenden Stein befindet und enthalten keinen zentralen Cairn. 
Das einzige andere gut erhaltene Beispiel in der Region ist der 17-Steine-Kreis von Drombeg, westlich von Skibbereen.
In der Nähe steht der schlanke Menhir von Knockaneroe.